# Hazelton (Colombie-Britannique)
Hazelton est un bourg canadien du centre de la Colombie-Britannique dans le district régional de Kitimat-Stikine. Il se situe à la confluence de la rivière Bulkley et du fleuve Skeena dans un paysage montagneux et boisé. Son climat est continental. Hazelton est fondé en 1866 à proximité d'un établissement autochtone. Il est au centre d'une petite agglomération d'environ 2 000 habitants, appelée les "Hazeltons", desservie par deux voies de communication est-ouest: la route transcanadienne 16 et le chemin de fer Jasper-Prince Rupert.

## Géographie

### Localisation
Hazelton se situe à proximité de la route transcanadienne 16 et de la ligne de chemin de fer de Jasper à Prince George qui desservent les localités du sud de l'agglomération. Ces deux voies relient Hazelton aux autres villes du centre de la Colombie Britannique. Ainsi Terrace, le chef-lieu, est à 100 km à vol d'oiseau et à 140 km par la route. Prince Rupert et le détroit d'Hécate sont à 200 km à vol d'oiseau, ou 290 km par la route. Prince George est à 350 km à vol d'oiseau et 445 par la route tandis que Vancouver est à 740 km à vol d'oiseau mais 1 230 km par la route. À proximité, un peu en amont sur le Skeena se trouvent deux villages amérindiens : Glen Vowell et Kispiox.

### Relief et hydrographie
Hazelton est situé sur la presqu'île formée par la confluence de la Skeena et de son affluent la rivière Bulkley dans les montagnes de l'intérieur de la Colombie-Britannique: chaîne de Hazelton et chainon de la Skeena. En amont, la rivière Bulkley creuse une gorge entre les chainons du Rocher Déboulé au sud et celui de la Babine au nord. Ces montagnes dépassent 2 000 m au pic Hagwilget qui domine la ville au sud tandis que la municipalité d'Hazelton, au fond de la vallée, s'étage entre 240 et 330 m d'altitude. À l'aval la vallée de la Skeena sépare le chainon de Kispiox de celui du Rocher Déboulé,.

### Géologie
Le territoire municipal est situé sur le fond d'anciennes vallées glaciaires qui au plus fort des glaciations sont recouvertes par près de 2 000 m de glace. Seuls émergent alors les plus hauts sommets comme le pic Hagwilget. Ces vallées glaciaires correspondent aux vallées actuelles du Skeena et de la Bulkley. Le fond de ces vallées est presque entièrement recouvert par la moraine de fond laissée par le glacier. Localement, des grès affleurent et montrent des striations liées au rabotage par les glaces.
Après la déglaciation, survenue il y a 11 000 ans, les deux rivières divaguent dans de larges plaines alluviales correspondant aux deux anciennes vallées glaciaires. Par la suite, elles creusent les sédiments fluvio-glaciaires et forment  des plaines alluviales à un niveau inférieur, laissant sur les bordures des terrasses témoins du niveau fluvio-glaciaire originel. Le processus se reproduit plusieurs fois, laissant dans le paysage des terrasses en marches d'escalier. Les différents quartiers de la municipalité sont ainsi étagés sur trois terrasses différentes : Gitanmaax sur la plus haute, Hazelton sur la médiane et 'Ksan sur la plus basse.

### Climat
Le climat de Hazelton est un climat continental, sans saison sèche et avec des étés tempérés. Il est noté Dfb dans la classification de Köppen. Les hauteurs de  précipitations sont d'un niveau moyen : 625 mm mais bien réparties sur l'année. Les hivers sont très marqués avec températures moyennes négatives de novembre à février, accompagnées de précipitations essentiellement neigeuses. Des épisodes de grands froids peuvent faire descendre les températures jusqu'à -30°C pendant quelques jours. En été, les températures nocturnes restent fraîches, même en juillet elle descendent jusqu'à 9,3°C. Les montagnes avoisinantes souffrent d'un climat nettement plus rigoureux, ainsi les monts du Rocher Déboulé sont recouverts de neiges éternelles. 
| Mois                                  | jan.       | fév.     | mars     | avril      | mai       | juin      | jui.    | août      | sep.      | oct.      | nov.       | déc.     | année      |
| ------------------------------------- | ---------- | -------- | -------- | ---------- | --------- | --------- | ------- | --------- | --------- | --------- | ---------- | -------- | ---------- |
| Température minimale moyenne (°C)     | −11,4      | −8,8     | −4,6     | −0,8       | 3,5       | 6,8       | 9,3     | 8,8       | 5,7       | 1,3       | −4,6       | −10,2    | −0,4       |
| Température moyenne (°C)              | −8,1       | −4,3     | 1,2      | 6,2        | 10,8      | 14        | 16,4    | 15,9      | 11,5      | 5,4       | −2         | −7,3     | 5          |
| Température maximale moyenne (°C)     | −4,7       | 0,2      | 7,1      | 13,1       | 17,9      | 21,1      | 23,6    | 23        | 17,2      | 9,5       | 0,6        | −4,4     | 10,3       |
| Record de froid (°C) date du record   | −40,5 1991 | −35 1978 | −30 1976 | −11,1 1976 | −5 1992   | −1,1 1974 | 0 1996  | −0,5 1986 | −4 1985   | −22 1984  | −32,5 1985 | −39 1992 | −40,5 1991 |
| Record de chaleur (°C) date du record | 8,9 1976   | 11 1986  | 17 1986  | 26,7 1976  | 32,5 1983 | 34,5 1987 | 36 1982 | 36,7 1977 | 32,2 1974 | 21,5 1980 | 12,5 1980  | 8 1979   | 36,7 1977  |
| Précipitations (mm)                   | 69         | 39,2     | 23,5     | 31         | 41,4      | 56,4      | 47,1    | 47,5      | 62,1      | 74,2      | 71,7       | 62,2     | 625,3      |
| dont neige (cm)                       | 56,2       | 25,8     | 9,9      | 2,4        | 0         | 0         | 0       | 0         | 0         | 3,4       | 39,8       | 52,2     | 189,6      |
| Nombre de jours avec précipitations   | 15,1       | 10,9     | 9,2      | 11,2       | 14,1      | 14,1      | 12,6    | 12,9      | 15,7      | 17,9      | 17,2       | 13,9     | 164,6      |
| Nombre de jours avec neige            | 12,1       | 7,2      | 3,7      | 0,41       | 0         | 0         | 0       | 0         | 0         | 1,1       | 10,8       | 12,6     | 47,9       |

| Diagramme climatique                                  |             |             |            |             |             |             |           |             |            |             |               |
| J                                                     | F           | M           | A          | M           | J           | J           | A         | S           | O          | N           | D             |
| −4,7−11,469                                           | 0,2−8,839,2 | 7,1−4,623,5 | 13,1−0,831 | 17,93,541,4 | 21,16,856,4 | 23,69,347,1 | 238,847,5 | 17,25,762,1 | 9,51,374,2 | 0,6−4,671,7 | −4,4−10,262,2 |
| Moyennes : • Temp. maxi et mini °C • Précipitation mm |             |             |            |             |             |             |           |             |            |             |               |

## Administration

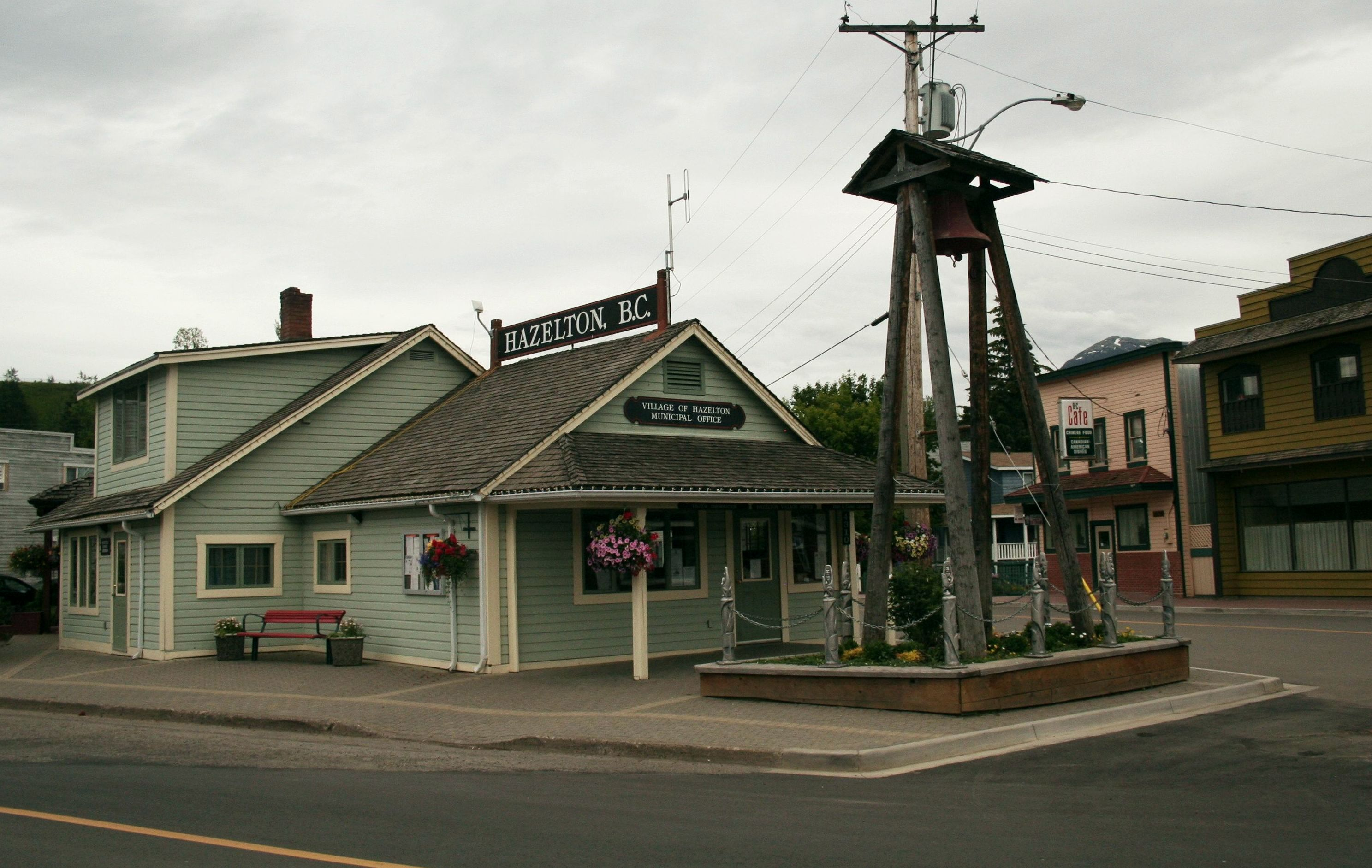
La mairie de Hazelton en 2010.

Hazelton est une municipalité qui a le statut de village depuis le 31 mars 1924. L'équipe municipale est composée d'un maire et de quatre conseillers.
| -2008-2018,    | 2018-2022       | 2022-2026      |
| -------------- | --------------- | -------------- |
| Alice Maitland | Dennis Sterritt | Julie Maitland |

Une grande partie de son territoire appartient à la réserve indienne de Gitanmaax 1. Son conseil municipal désigne en son sein l'un des douze directeurs du district régional de Kitimat-Stikine. Celui-ci dispose d'une voix sur 26 au sein du directoire.
Son agglomération comprend en outre la municipalité de district de New Hazelton, les villages non incorporés de Two Mile et de South Hazelton gérés directement par le district régional de Kitimat-Stikine et la réserve indienne de Hagwilget. New Hazelton nomme un directeur au district dans les mêmes conditions que Hazelton. Par contre les trois autres localités sont incluses dans l'aire électorale B correspondant à la haute vallée du Skeena. Celle-ci élit un directeur disposant de trois voix au directoire du district régional.

## Démographie
La municipalité d'Hazelton compte 817 habitants dont la plupart réside sur la réserve de Gitanmaax. L'agglomération est souvent désignée comme les "Hazeltons". Elle comprend la municipalité de district de New Hazelton, le village amérindien de Hagwilget et les deux villages non incorporés de Two Mile et de South Hazelton. Elle compte 2088 habitants en 2021. Elle est ainsi la troisième agglomération du district régional de Kitimat-Stikine par sa population, loin derrière les villes de Terrace et de Kitimat.
| Communautés                      | Code géographique | 1991 | 1996 | 2001  | 2006  | 2011, | 2016  | 2021  |
| -------------------------------- | ----------------- | ---- | ---- | ----- | ----- | ----- | ----- | ----- |
| Hazelton (hors réserve indienne) | 5949022           | 339  | 347  | 345   | 293   | 300   | 313   | 257   |
| Gitanmaax                        | 5949812           | 555  | 638  | 693   | 723   | 627   | 630   | 560   |
| Hazelton (total municipal)       |                   | 894  | 985  | 1 038 | 1 016 | 927   | 943   | 817   |
| Two Mile                         | 590271            | -    | -    | -     | 306   | 306   | 295   | 293   |
| Hagwilget                        | 5949811           | 185  | 262  | 237   | 229   | 238   | 191   | 183   |
| New Hazelton                     | 5949024           | 786  | 822  | 750   | 627   | 666   | 580   | 602   |
| South Hazelton                   | 590231            | -    | -    | -     | 213   | 211   | 199   | 193   |
| Hazelton (total agglomération)   |                   | -    | -    | -     | 2 391 | 2 348 | 2 208 | 2 088 |

## Histoire

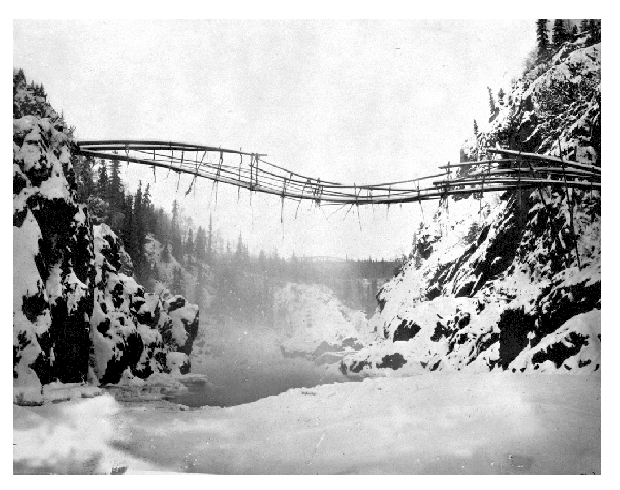
Le pont autochtone du Chef Charles de Hagwilget en 1872.

### La déglaciation et l'installation des Premières Nations
L'interfluve du Skeena et de la Bulkley est situé dans une région déjà fréquentée par les Amérindiens, depuis la fin de la dernière glaciation, il y a 8 000 ans. Ce sont en particulier les tribus Gitxsan (un sous-groupe des Tsimshians) et les Wet'suwet'en qui peuplent la région. Ainsi, les Gitxsan construisent un village sur le site de l'actuel 'Ksan. Celui-ci est détruit par une inondation et le village est reconstruit sur une terrasse haute à Gitanmaax. Les Wet'suwet'en construisent un pont sur la rivière Bulkley, attesté au XIXe siècle. La rivière sert alors de voie de communication pour transporter hommes et biens dans des canoés de cèdre rouge qui peuvent atteindre 18 m de long. C'est aussi le cèdre qui sert à la construction des maisons longues et les totems des villages autochtones.

### Le temps des pionniers

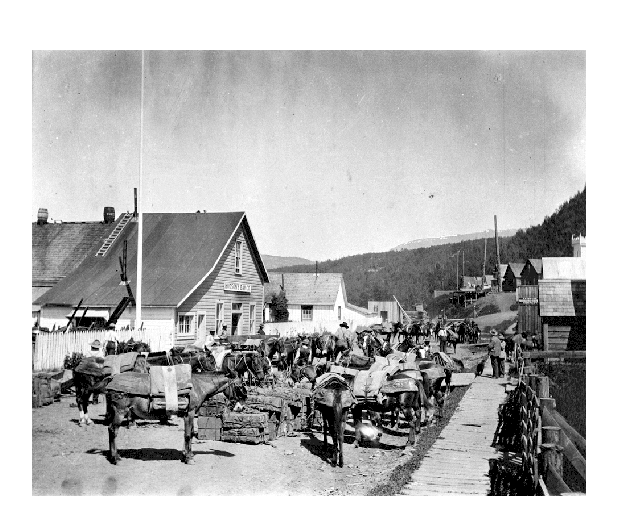
Le train de mule de Cataline à Hazelton en 1911.

Le village d'Hazelton est fondé, en 1866, avec l'arrivée de la ligne de télégraphe Collins destinée à relier l'Amérique à l'Asie par le détroit de Béring. Il prend son nom actuel en référence à l'abondance locale des noisetiers (hazel en anglais). Hazelton sert de tête de pont pour acheminer vivres et matériaux lors de la ruée vers l'or dans le district de l'Oménica. Le transport vers l'intérieur se fait par train de mule ou grâce à des traineaux à chien selon les saisons. En 1872, la compagnie de la Baie d'Hudson y établit un comptoir, profitant d'un site qui est alors le terminus de la navigation sur le Skeena,,.
Au début du XXe siècle, l'arrivée du chemin de fer sur les rives sud de la Bulkley entraine la naissance de nouveaux villages autour des gares : South Hazelton et New Hazelton mais aussi la fin de la navigation fluviale. À la même époque, se développe l'exploitation minière du massif du Rocher Déboulé tout proche,. En 1904, ouvre l'hôpital de Hazelton, premier hôpital du nord-intérieur de la Colombie-Britannque. Il est fondé par le missionnaire médical méthodiste Horace Wrinch qui le dote d'une ferme fournissant la nourriture et d'une école d'infirmière.

### Lieux historiques

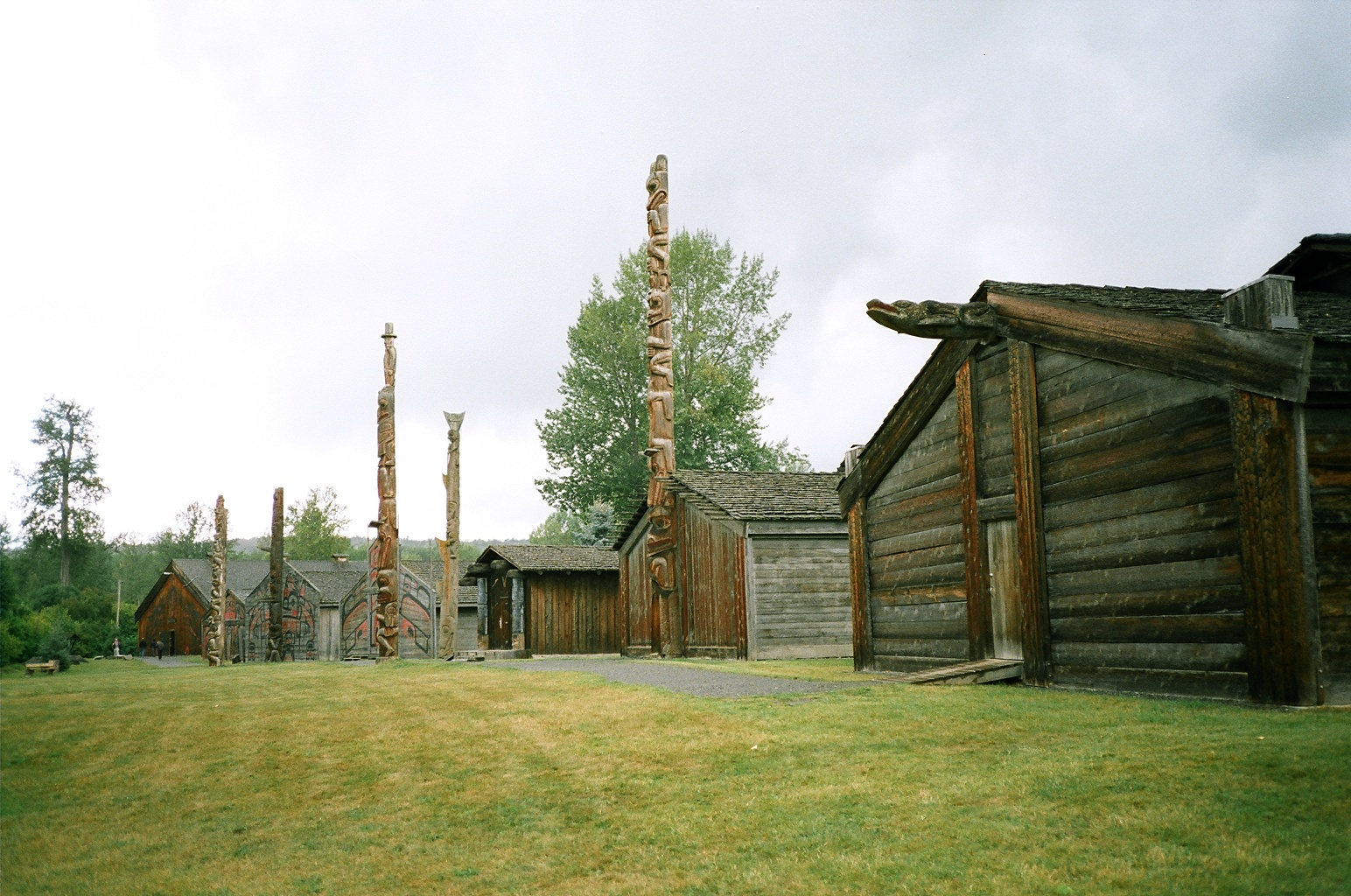
Le village de 'Ksan.

Le village de 'Ksan est une reconstitution d'un village traditionnel Gitxsan situé à l'extrémité de la presqu'île sur les territoires de la municipalité d'Hazelton et de la réserve indienne de Gitanmaax 1. Il est constitué de sept maisons longues bâties en cèdre rouge aux façades richement décorées. Elles abritent des ateliers de sculpture, de sérigraphie et une collection d'objet artisanaux. Le village dispose de fumoirs et de garde-manger traditionnels. Plusieurs mâts-totems se dressent dans le village. Des spectacles de danses traditionnelles gitxsans y sont présentés tout au long de l'été,.

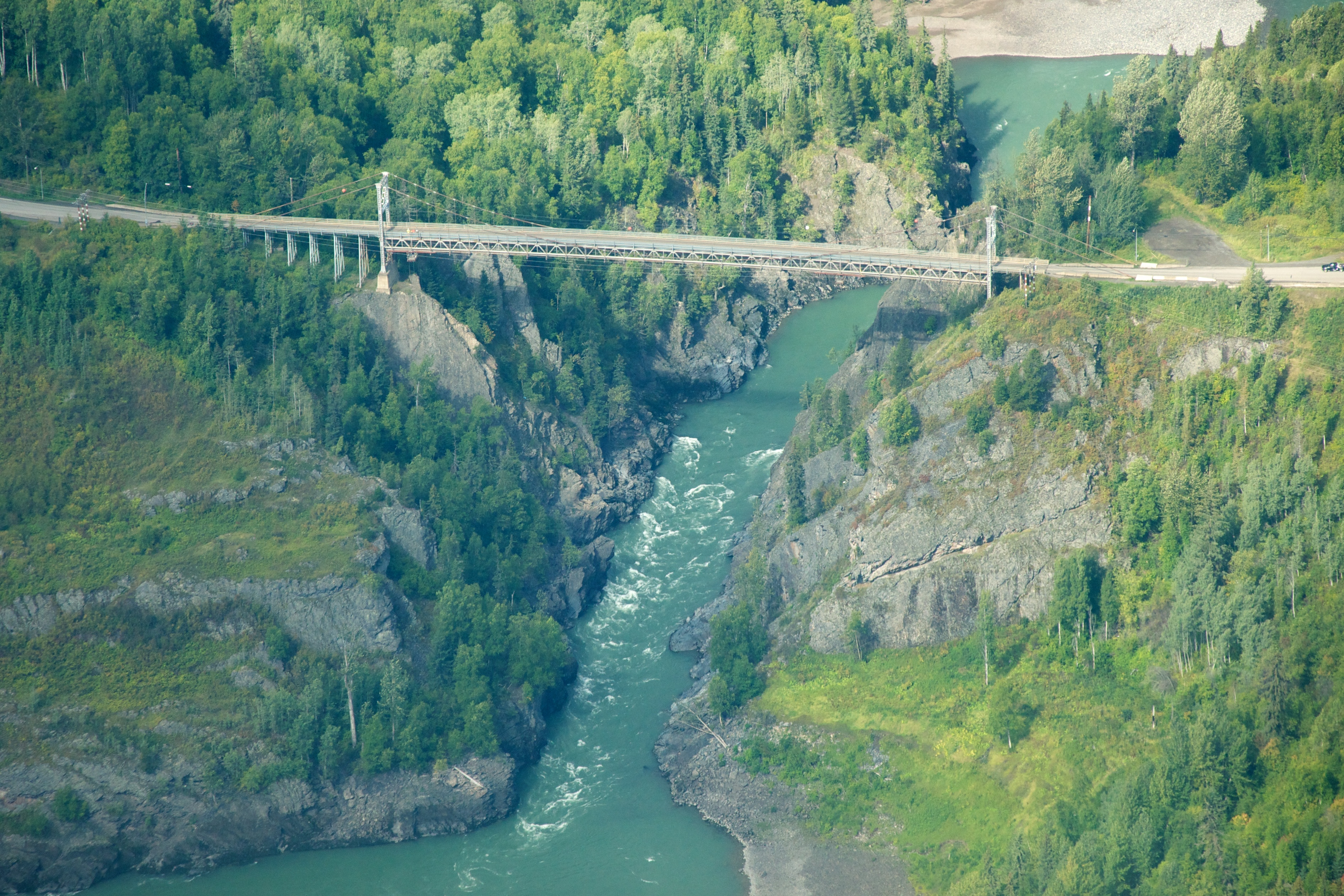
Le pont suspendu de Hagwilget.

Hazelton abrite aussi plusieurs témoignages de la vie des pionniers. Outre un musée des pionniers dans la librairie de la vieille ville, la ville comporte plusieurs édifices remontant au premier quart du XXe siècle voire de la fin du XIXe. Une réplique d'un bateau à roue à aubes et un wagonnet minier rappellent le passé nautique et minier de la cité,.
Le pont suspendu de Hagwilget enjambe les gorges de la rivière Bulkley et relie la vieille ville à New Hazelton au sud. Il surplombe les rapides de la rivière de 80 m. Au moment de sa construction en 1931, il est le plus haut pont suspendu du Canada. Il mesure 140 m de long pour 4,9 m de large. Ce pont construit par l'ingénieur Carruthers succède à deux autres ponts : le pont bâti par Craddock et Co. de 1912, mais aussi le pont aborigène, du chef Charles de Hagwilget, attesté depuis la fin du XIXe siècle.

## Évènements
- Le festival de musique de la vallée de la Kispiox (Kispiox Valley Music Festival) se tient à proximité chaque année, le dernier weekend de juillet.
- Le Pioneer Day est célébré annuellement, le deuxième samedi d´août[27].

## Personnalités

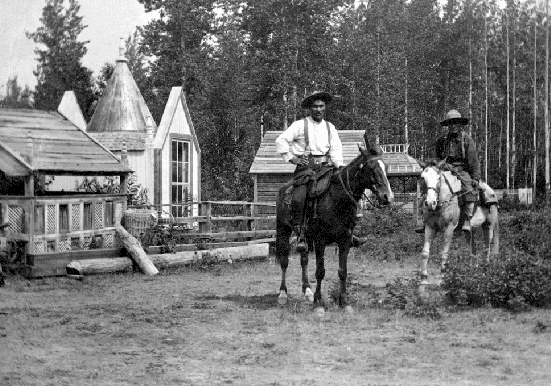
Simon Gunanoot en 1920.

- Dempsey Bob (1948-) : sculpteur sur bois autochtone, a étudié et enseigné à Hazelton ;
- Jean-Jacques Caux (alias Cataline) (1830-1922) : aventurier franco-canadien, a passé ses dernières années et est décédé à Hazelton[28] ;
- Simon Gunanoot (vers 1874-1933) : homme d'affaires autochtone gitxan, implanté à Hazelton,  il mène une cavale de 13 ans à la suite d'une accusation de double meurtre[29], [30] ;
- Ron Homenuke (1952-) : hokeyeur sur glace, né à Hazelton ;
- Carol Huyn (1980-) : lutteuse, née à Hazelton ;
- Brandon Smith (1973-) : hokeyeur sur glace, né à Hazelton ;
- Horace Wrinch (1879-1939) : médecin, pasteur méthodiste et homme politique provincial.